# بست باي
بست باي (بالإنجليزية: Best Buy)‏ هي شركة أمريكية لبيع الإلكترونيات متعددة الجنسيات يقع مقرها في ريتشفيلد، مينيسوتا، مختصة في الإلكترونيات الاستهلاكية، ومجموعة متنوعة من البضائع ذات الصلة، بما في ذلك البرمجيات، وألعاب الفيديو، والموسيقى، وأشرطة VHS، وأجهزة تسجيل الفيديو، والهواتف المحمولة، والكاميرات الرقمية وأجهزة ستيريو السيارة وكاميرات الفيديو، بالإضافة إلى الأجهزة المنزلية كالغسالات والمجففات والثلاجات. تتخذ من مدينة ريتشفيلد في منيابولس بولاية مينيسوتا مقراً لها. أسسها رجل الأعمال ريتشارد شولز مع شريكه التجاري غاري سمولياك في عام 1966. تعمل الشركة في جميع أنحاء العالم.
أغلقت الشركة جميع متاجرها في الصين في فبراير 2011، بعد الاندماج مع متاجر شركة جيانغسو الصينية خمس نجوم للتجزئة. في عام 1983 تم تغيير اسمها وتغيير علامتها التجارية والتركيز على مبيعات الإلكترونيات الاستهلاكية. ويعتبر براين دان الرئيس والمدير التنفيذي للشركة وذلك بعد تقاعد ريتشارد شولز (المؤسس) سنة 2009. وقد أدرجت الشركة لأول مرة في سوق نيويورك للأوراق المالية في عام 1987.

## التاريخ
في أغسطس 1966، افتتح ريتشارد شولز شركة صوت الموسيقى، وهو متجر للإلكترونيات المتخصصة في الستريوهات عالية الدقة في سانت بول، ولاية مينيسوتا. وقد مول شولز أول متجر له من مدخراته الشخصية بالإضافة إلى حصوله على رهن العقاري، وبعد مرور سنة بلغت أرباح صوت الموسيقى حوالي 58،000 $ في السنة الأولى. وفي عام 1978 وصل عدد متاجر الشركة إلى تسعة متاجر في جميع أنحاء ولاية مينيسوتا.
في عام 1983، بلغت المبيعات السنوية 10 ملايين دولار، وهي السنة التي تم تغيير اسم الشركة من صوت الموسيقى إلى بست باي. وقد قامت شركة بتوسيع منتجاتها لتشمل الأجهزة المنزلية وأجهزة تسجيل فيديو، في محاولة للتوسع خارج قاعدتها. ثم النواة العملاء من الذكور البالغة من العمر 15 عاما إلى 18 عاما. وفي وقت لاحق من ذلك العام ثم افتتاح أول متجر لها في مدينة بورنسفيل، ولاية مينيسوتا. وبعد تسع سنوات قفزت الإيرادات السنوية للشركة إلى 1000000000 $. 
وفي عام 1995، أطلقت الشركة لأول مرة متاجر من نوع آخر تسمى «مفهوم الثالث» والتي كانت أكبر من متاجرها السابقة. شملت توسيع عروض المنتجات، أكشاك تعمل باللمس التفاعلية التي تعرض معلومات المنتج لكل من العملاء والموظفين، والمناطق مظاهرة للمنتجات مثل أنظمة ستيريو الصوت المحيطي وألعاب الفيديو.
في عام 1998. أطلقت الشركة متاجر «مفهوم الرابع» مع توسعها في نيو انغلاند، وهذه الأخيرة أصغر قليلا من متاجر «مفهوم الثالث». وتشمل هذه المتاجر أيضا مساحات واسعة لإظهار أنظمة المسرح المنزلي وبرامج الكمبيوتر. 
وقد تجاوزات متاجر الشركة في الولايات المتحدة حاجز 600 متجر. وافتتحت الشركة أول مكتب لها في شنغهاي، الصين في عام 2003.
في مايو 2006، استحوذت بست باي على أغلبية حصص شركة جيانغسو خمس نجوم للتجزئة مقابل 180 مليون $. وتعتبر هذه الأخيرة رابع أكبر سلسلة متاجر التجزئة في الصين مع اكتر من 193 متجرا في أنحاء ثماني مقاطعات صينية.
في فبراير 2008، افتتح أول متجر لها في سان خوان، بورتوريكو. وفي نفس السنة أعلنت الشركة أنها ستبدأ بيع الآلات الموسيقية والمعدات ذات الصلة في أكثر من 80 من متاجر التجزئة، مما يجعل الشركة ثاني أكبر موزع موسيقي-أداة في الولايات المتحدة.
وفي ديسمبر كانون الأول من عام 2008 فتحت بست باي أول متجر لها في المكسيك.
في يونيو 2009، أصبح براين دان المدير التنفيذي للشركة. مكان ريتشارد شولز، الذي تقاعد. حيت انضم براين دان إلى الشركة في عام 1985 بوصفه المشرف على المبيعات. وفي عام 2000، أصبح دان نائب الرئيس الأول لعمليات الساحل الشرقي ورئيس عمليات التجزئة في أمريكا الشمالية في عام 2004. وكان آخرها منصب رئيس و المدير التنفيذي لبست باي، وهو المنصب الذي كان يشغله منذ عام 2009.
في نوفمبر تشرين الثاني 2009. دخلت الشركة إلى السوق التركي وكان أول متجر في مدينة إزمير، تركيا. كما دخلت الشركة إلى السوق الأوروبي في أبريل 2010، من بوابة المملكة المتحدة عن طريق فتح أول متجر بست باي في مدينة ثوروك. الشركة فتحت في نهاية المطاف 11 متجرا في المملكة المتحدة.
في عام 2012، استجابة لانخفاض الإيرادات الإجمالية، أعلنت الشركة عن خطط للخضوع لإستراتيجية التحول. حيت بدأت المتاجر باعتماد صيغة «متاجر متصلة» إعادة تصميم، تقديم فرقة المهوس مع مكتب الخدمات المركزية وتنفيذ «متجر داخل متجر واحد» 
في أبريل 2013، خرجت الشركة من سوق الالكترونيات الاستهلاكية الأوروبي عندما باعت 50٪ من حصتها في يرهاوس إلى الموزعة للهواتف النقالة في المملكة المتحدة. وتبلغ قيمتها حوالي 775 مليون $. وفي 28 مارس 2015، ثم إغلاق سلسلة المستقبل تسوق في كندا. وبدأت الشركة مؤخرا بالخروج من عدة أسواق بسبب التراجع الحاد في الإرادات السنوية في السنوات الأخيرة. نتيجة انتشار ما يسمى بالتجارة الإلكترونية.  